# Photopherese
Photopherese (auch extrakorporale Photopherese; englisch extracorporeal photopheresis, ECP) ist in der Medizin eine zellbasierte immunmodulierende Therapie, die auf den Prinzipien der Leukapherese, Photoaktivierung und UV-Bestrahlung des Blutes basiert und stellt eine Methode zur Behandlung verschiedener immunologischer Erkrankungen dar.

## Grundlegendes

### Wirkprinzip
Während des Verfahrens wird der Leukozytenfilm (Weiße Blutkörperchen und Blutplättchen) vom Vollblut getrennt (Leukapherese), außerhalb des Körpers chemisch mit 8-Methoxypsoralen behandelt, mit UVA-Licht bestrahlt und dem Patienten anschließend wieder injiziert. Durch die Lichtaktivierung bindet sich das 8-Methoxypsoralen irreversibel an beide Stränge der DNA, wodurch es bei den behandelten Leukozyten zur Apoptose kommt.
Diese apoptotischen Zellen lösen nach der Re-Infusion einen Anti-Tumor-Effekt bei der Behandlung des T-Zell Lymphoms als auch einen tolerogenen Effekt bei der Behandlung von Abstoßungsreaktionen aus. Es wird angenommen, dass pathogene T-Zellen durch unreife dendritische Zellen phagozytiert werden, die daraufhin reifen und den pathogenen T-Zell Rezeptor als Antigen präsentieren. Dies führt dann wiederum zu einer spezifischen Immunreaktion gegen Zellen mit diesem pathogenen T-Zell Rezeptor. Ein ähnlicher Prozess findet auch bei der Behandlung von Abstoßungsreaktionen oder Autoimmunerkrankungen statt: Alloreaktive oder autoreaktive aktivierte T-Zellen unterliegen demnach schneller der Apoptose als ruhende T-Zellen und werden daher bevorzugt von unreifen dendritischen Zellen aufgenommen. Nach der Reifung präsentieren die dendritischen Zellen wiederum T-Zell Antigene, die mit allo- oder autoreaktiven aktivierten T-Zellen assoziiert sind. Dies löst dann eine spezifische Immunreaktion gegen die jeweiligen aktivierten T-Zellen aus. Auf diese Weise kann eine spezifische Eliminierung pathogener T-Zellen ohne eine generelle Immunsuppression erreicht werden. Der genaue Mechanismus ist jedoch nicht vollständig geklärt.
Daneben wird in der Behandlung der GVHD auch eine erhöhte Ausschüttung von entzündungshemmenden Zytokinen und eine Reduktion entzündungsfördernder Zytokine sowie eine erhöhte Produktion regulatorischer T-Zellen beobachtet.
Die Behandlung mit der Photopherese erfolgt in mehreren Zyklen, dabei besteht ein Zyklus meist aus zwei aufeinanderfolgenden Photopherese-Behandlungen. Das Behandlungsschema, also die Anzahl der Zyklen und der Abstand zwischen zwei Zyklen, unterscheidet sich dabei je nach Erkrankung. Die Blutabnahme erfolgt in der Regel über einen peripheren venösen Zugang.

### Geschichte
Die immunologischen Effekte von mit UVA-Strahlung behandeltem Psoralen sind als PUVA-Therapie in der Medizin schon lange bekannt. Der Ansatz der Photopherese, lediglich die Leukozyten der UVA-Strahlung auszusetzen und somit karzinogene Risiken der UVA-Strahlung für die Haut zu vermeiden, wurde erstmals 1987 bei der Behandlung des kutanten T Zell Lymphoms angewandt. 1988 erfolgt daraufhin die Zulassung des ersten Photopherese-Systems durch die amerikanischen FDA.

## Anwendung

### Kutanes T-Zell-Lymphom
Der Einsatz der extrakorporalen Photopherese (ECP) wird beim kutanen T-Zell-Lymphom bei erytrodermischer Mycosis Fungoides (MF) mit Stadium III oder IV sowie beim Sézary-Syndrom als Erstlinien-Therapie empfohlen. Für andere Stadien der Mycosis Fungoides ist die Photopherese als Zweitlinientherapie bei Patienten, die auf hautspezifische Therapien nicht ansprechen, empfohlen. Die Behandlung erfolgt 1 bis 2 mal monatlich an zwei aufeinanderfolgenden Tagen für mindestens sechs Monate, bei Patienten mit hoher Krankheitslast auch häufiger.

### Graft-versus-Host-Krankheit
Bei der akuten Graft-versus-Host-Krankheit (aGvHD) nach Stammzelltransplantationen wird die Photopherese als Zweitlinientherapie bei Patienten mit aGvHD-Grad II bis IV empfohlen. Die ECP soll dabei insbesondere bei Patienten erwogen werden, die auf systemische Corticosteroiden nicht ansprechen, diese nicht vertragen oder bei denen ein Absetzen nicht möglich ist (Steroidabhängigkeit). Die ECP sollte möglichst zeitnah anfangs dreimal pro Woche, danach zweimal pro Woche bis zur Krankheits-Rückbildung angewandt werden.
Zur Bedeutung, die die ECP bei der Behandlung der aGvHD im klinischen Alltag erlangt hat, liegt eine systematische Befragung der größten deutschsprachigen Behandlungscenter vor: Bei der Befragung von 43 Behandlungscentern in Deutschland und der Schweiz aus dem Jahr 2013 war die ECP nach Mycophenolat-Mofetil (MMF) die meistgenutzte Zweitlinientherapie bei aGvHD, die von rund 70 % aller Behandlungszentren im klinischen Alltag angewandt wird.
Bei der chronischen Graft-versus-Host-Krankheit (cGvHD) wird die Photopherese ebenfalls als Zweitlinientherapie nach erfolgloser Behandlung mit systemischen Corticosteroiden empfohlen. Die Photopherese wird üblicherweise zweimal wöchentlich für mindestens 3 Monate eingesetzt.
Von den verfügbaren Zweitlinientherapien besitzt die ECP mit Evidenz der Klasse II und einem Grad der Empfehlung von C-1 gemäß der Leitlinie der Deutsche Gesellschaft für Hämatologie und Medizinische Onkologie die höchste Evidenzstufe aller Zweitlinientherapien.

### Abstoßungsreaktionen nach Transplantation solider Organe
Die Photopherese wird zudem eingesetzt um Abstoßungsreaktionen nach Organtransplantationen zu vermeiden bzw. abzuschwächen. Bei der Behandlung von wiederkehrenden oder resistenten Abstoßungen nach Herztransplantationen wird die Photopherese als Zweitlinientherapie empfohlen, da sie bei schwerwiegenden Abstoßungen helfen und das Risiko einer wiederkehrenden hämodynamischen Dekompensation senken kann. Nach Herztransplantationen wird die Photopherese üblicherweise zweimal wöchentlich für ein bis drei Wochen angewandt. Bei der Behandlung des Bronchiolitis Obliterans Syndrom (BOS) nach einer Lungentransplantation kommt die Photopherese bei Patienten zum Einsatz, deren Erkrankung nicht auf eine intensivierte Immunsuppression und Makrolidantibiotika anspricht. Sie wird zudem nach Nierentransplantationen als Behandlungsoption von Abstoßungsreaktionen oder als Prophylaxe von Abstoßungen eingesetzt.

### Systemische Sklerose
Photopherese wird als Zweitlinientherapie empfohlen, um eine Hautbeteiligung der systemischen Sklerose zu behandeln. Dabei wird empfohlen, die ECP bei frühen progressiven Verläufen, bevorzugt mit einer Krankheitsdauer von unter zwei Jahre, anzuwenden, wenn Patienten zuvor nicht auf Methotrexat, Mycophenolat-Mofetil oder Cyclophosphamid angesprochen haben. Üblicherweise werden zwei Anwendungen an zwei aufeinanderfolgenden Tagen alle 4 bis 6 Wochen für 6 bis 12 Monate empfohlen, danach gegebenenfalls einmonatliche Behandlungen als Langzeittherapie.

### Bronchiolitis obliterans
Bei dieser entzündlichen Erkrankung der Bronchiolen kann die Photopherese für Patienten eingesetzt werden, die nicht auf Immunsuppressiva oder Makrolidantibiotika ansprechen.

### Andere Erkrankungen
Empfohlen wird die Photopherese-Anwendung auch bei sehr schwereren Verlaufsformen des atopisches Ekzem, wenn Ciclosporin und andere Immunsuppressiva nicht wirksam oder kontraindiziert sind und bei therapierefraktären Lichen ruber, insbesondere wenn die Nahrungsaufnahme eingeschränkt ist, eine Gewichtsabnahme besteht oder die Entwicklung eines Plattenepithelkarzinoms droht.
Die Photopherese kann zudem bei hartnäckigen Verläufen von Pemphigus eingesetzt werden, wenn konventionelle Therapien versagt haben und bei therapierefraktären Patienten mit blasenbildenden Autoimmundermatosen als therapeutische Alternative erwogen werden.
Erste Untersuchungen der Behandlung steroidabhängiger Morbus-Crohn-Patienten mittels Photopherese zeigte eine gute Verträglichkeit und könnte für manche Patientengruppen den Krankheitsfortschritt aufhalten. Die Studienlage reicht aber bislang nicht für eindeutige Behandlungsempfehlungen aus.